# Stev Theloke
Stev Theloke (n. 18 ianuarie 1978, Karl-Marx-Stadt, Germania) este un înotător german, medaliat olimpic. A participat la o ediție a Jocurilor Olimpice (2000) în care a câștigat două medalii de bronz.